# Muralla de Tordesillas
La Muralla de Tordesillas, correspondiente al siglo X, está situada en dicho municipio vallisoletano, Castilla y León (España). Rodeaba toda la villa, y tenía un carácter fiscal y militar. Estaba construida en piedra, ladrillo y tapial. Sólo se conserva en la parte occidental, una torre llamada "Torre de Sila", en la que se abre un portillo en arco apuntado, que delata su origen medieval. También quedan lienzos en el este, y en el oeste totalmente reconstruidos. La muralla contaba con cuatro puertas principales, que coinciden con los cuatro puntos cardinales. Al sur, la Puerta del Puente, al este, la puerta de Valladolid o puerta de la Villa, al norte, la Puerta del Mercado, y en el oeste la Puerta Nueva.